# Wojciech Kilar
Wojciech Kilar, född 17 juli 1932 i Lwów i dåvarande Polen (i nuvarande Ukraina), död 29 december 2013 i Katowice, var en polsk kompositör av klassisk musik och filmmusik.

## Biografi
Kilar studerade för Wladyslawa Markiewiczowna vid den statliga musikhögskolan i Katowice, där han tog examen med högsta betyg 1955. Han fortsatte studierna till 1958 för Bolesław Woytowicz vid Krakows statliga musikhögskola, och sedan i Paris. Under 1960-talet blev han en av de mest framstående avant-garde-kompositörerna i Polen, och sedan 1970-talet har han blivit en av de mest anlitade filmkompositörerna, till filmer av till exempel Roman Polanski, Francis Ford Coppola, och Jane Campion. Efter år 2000 har Kilar allt mera börjat återgå till klassisk komposition, avsedd att sättas upp med symfoniorkester. Hans produktion innefattar även verk för blandad kör, solister, och strängorkestrar.
Av Kilars klassiska verk har en del haft kristet tema, såsom Requiem dla Ojca Kolbe (Requiem för fader Kolbe) ur filmen Życie za życie. Maksymilian Kolbe (Ett liv för ett liv. Maximilian Kolbe) från 1991, mässan Magnificat (2006), Symfoni No.5, Adventsymfonin (2006), Te Deum (2008), och Missa Pro Pace (2000); den senare tillkom till Warszawas filharmoniska orkesters hundraårsjubileum, och sattes även upp i Vatikanen inför påve Johannes Paulus II. Orawa (1988) är ett verk för stråkorkester. Hans Symfoni No.3, Septembersymfonin (2003), har blivit en stor framgång, och tillägnas offren för 11 september-attackerna.
Bland filmer han skrivit musiken till finns Bram Stokers Dracula (1992), The Ninth Gate och The Pianist (2002).